# Saint-Georges-en-Auge
Saint-Georges-en-Auge (franskt uttal: [sɛ̃ ʒɔʁʒ ɑ̃.n‿oʒ]
 ( lyssna)) var en kommun i departementet Calvados i regionen Normandie i norra Frankrike. Kommunen låg i kantonen Livarot som tillhör arrondissementet Lisieux. År 2018 hade Saint-Georges-en-Auge 84 invånare.
Den 1 januari 2017 slogs Saint-Georges-en-Auge samman med 12 andra kommuner och bildade den nya kommunen Saint-Pierre-en-Auge.

## Befolkningsutveckling
| Befolkningsutvecklingen i Saint-Georges-en-Auge 1968–2021   | Befolkningsutvecklingen i Saint-Georges-en-Auge 1968–2021 | Befolkningsutvecklingen i Saint-Georges-en-Auge 1968–2021 | Befolkningsutvecklingen i Saint-Georges-en-Auge 1968–2021 | Befolkningsutvecklingen i Saint-Georges-en-Auge 1968–2021 |
| ----------------------------------------------------------- | --------------------------------------------------------- | --------------------------------------------------------- | --------------------------------------------------------- | --------------------------------------------------------- |
|                                                             |                                                           |                                                           |                                                           |                                                           |
| År                                                          |                                                           |                                                           | Folkmängd                                                 |                                                           |
| 1968                                                        | 1968                                                      |                                                           | 133                                                       |                                                           |
| 1975                                                        | 1975                                                      |                                                           | 99                                                        |                                                           |
| 1982                                                        | 1982                                                      |                                                           | 102                                                       |                                                           |
| 1990                                                        | 1990                                                      |                                                           | 101                                                       |                                                           |
| 1999                                                        | 1999                                                      |                                                           | 79                                                        |                                                           |
| 2007                                                        | 2007                                                      |                                                           | 95                                                        |                                                           |
| 2015                                                        | 2015                                                      |                                                           | 101                                                       |                                                           |
| 2021                                                        | 2021                                                      |                                                           | 82                                                        |                                                           |
| Anm: Befolkning för kommundelen efter sammanslagningen 2017 |                                                           |                                                           |                                                           |                                                           |